# Grøderøysa
Koordinaten: 58° 59′ 35,5″ N, 5° 34′ 11,3″ O

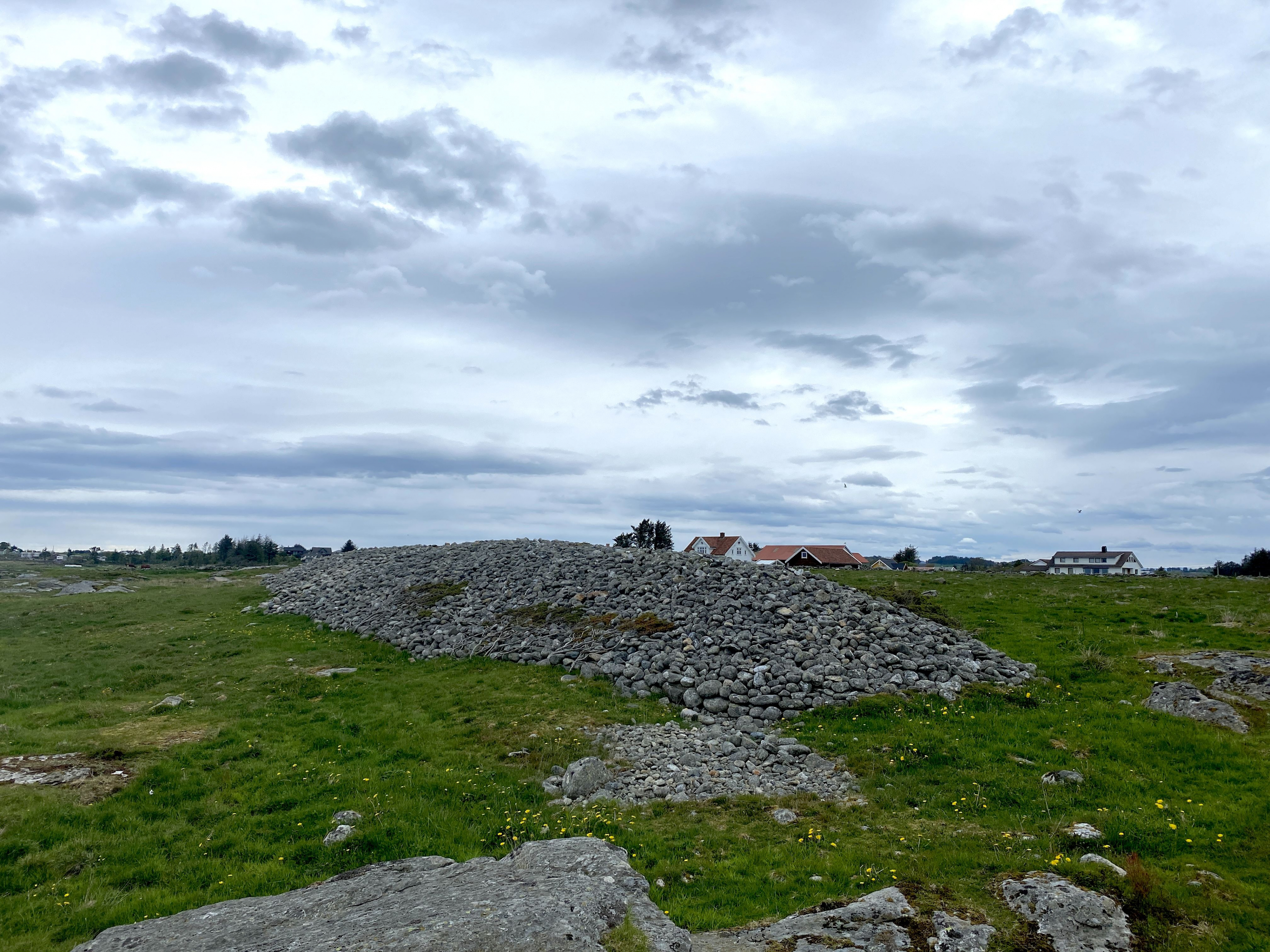
Grøderøysa bei Randaberg

Die Grøderøysa ist eine lange Röse (norwegisch Gravrøys, ein Steinhügelgrab), westlich von Randaberg bei Stavanger im Fylke Rogaland in Norwegen.
Die abgelegene und schwer zugängliche, bereits 1898 beschriebene Grøderøysa war mit etwa 38,5 Metern Länge, 9,0 Meter Breite und 2,5 Meter Höhe die größte Langröse in Rogaland. Der Hügel aus etwa kopfgroßen Rollsteinen war an mehreren Stellen angegraben worden und in der Mitte waren die Steinplatten einer zusammengebrochenen Kammer zu sehen.
1937 wurde die Röse restauriert. Die Röse wurde zu dieser Zeit in ihren ursprünglichen Proportionen wiederhergestellt und ist heute etwa 47,0 Meter lang, 13,0 Meter breit und 2,3 Meter hoch. Von der Westseite gibt es eine kleine Öffnung, die mittels eines schmalen Ganges in die Kammer führt. Der Gang ist aber zu schmal, um hinein zu kriechen.
Der Steinhügel wurde nie datiert und es sind keine Funde bekannt, aber verglichen mit den Grabhügeln entlang der Küste von Jæren wird angenommen, dass er aus der Eisenzeit (400 bis 800 n. Chr.) stammt und als Kollektivgrab fungierte.

## Legende
Es gibt eine Legende über einen König Grøde, der in dem Hügel begraben wurde. Normalerweise haben derartige Namen einen Hintergrund. Der erste Teil von „Grøderøysa“ ist jedoch das altnordische „Grjot“, was Stein bedeutet.
In der Nähe liegt der mesolithische Wohnplatz Vistehola.